# Лиза Майтнер
Лиза Майтнер или Лизе Майтнер (на немски: Lise Meitner) е австрийска физичка от еврейски произход, една от пионерите в изследванията в ядрената физика и радиоактивността.

## Биография
Лиза Майтнер е родена на 17 ноември 1878 г. в еврейско семейство във Виена и е третото от общо осем деца. По това време не се гледа с добро око на жените учени и нейните родители са против аспирациите ѝ да продължи обучението си. Въпреки това тя постъпва във Виенския университет през 1901 г., където изучава физика. През 1905 г. става първата жена с докторска степен в този университет. След това тя заминава в института Кайзер Вилхелм в Берлин, където започва съвместна работа с Ото Хан под ръководството на Макс Планк.
През 1926 г. става професор в Берлинския университет и е първата жена в Германия на тази длъжност в която и да е научна област.
След откриването на неутрона през 1932 г., възниква въпросът за създаването на трансурановите елементи. Започва научна надпревара между Ърнест Ръдърфорд в Англия, Енрико Ферми в Италия, Ирен Жолио-Кюри във Франция и Лиза Мейтнер с Ото Хан в Германия. Стимулът за тези изследвания е Нобеловата награда и никой от тях тогава не предполага, че откритията им ще станат основа за разработката на ядрени оръжия.
През 1938 г. Дирк Костер убеждава Мейтнер да напусне Германия пред задаващата се нацистка опасност. Поради еврейския си произход, тя няма истински паспорт и едва не е задържана на границата. Заминава първо за Холандия, а след това за Швеция.
Тя продължава работа в института Мане Зигбан в Стокхолм, но не получава никаква подкрепа. Тайно се среща с Хан в Копенхаген за да обсъдят серия нови експерименти. Те поддържат и писмена кореспонденция. По запазилите се ръкописи може да се съди, че Хан не е вярвал в ядрения разпад. Лиза Майтнер е първата, на която се удава да разцепи ядрото на урана. При това се получават две нови ядра – на барий и криптон, отделят се неутрони и голямо количество енергия. Тя е и първата, която теоретично изчислява тази енергия, използвайки уравнението на Алберт Айнщайн за еквивалентност на енергия и маса.
По политически съображения на Лиза Майтнер не е разрешено да публикува своите открития. Ото Хан публикува резултатите от химичните експерименти през 1939 г., а няколко месеца по-късно с помощта на своя племенник Ото Фриш Лиза описва физичната обосновка. Тя забелязва, че при процеса на ядрено делене може да се появи верижна реакция, която да доведе до отделяне на огромно количество енергия. Това предизвиква силен интерес в научната област. Става ясно, че може да бъде създадено ядрено оръжие с невероятна разрушителна мощ. Няколко учени убеждават Алберт Айнщайн да напише предупредително писмо до американския президент Франклин Рузвелт, който в резултат създава проект Манхатън в Лос Аламос, Ню Мексико. Лиза отхвърля поканата да работи по него, заявявайки „Аз бомба няма да правя!“.
През 1944 г. Ото Хан получава Нобелова награда за химия за откритието за ядрения разпад на тежките ядра. По мнението на много учени тази награда е заслужавала и Лиза Майтнер. Има много спекулации по въпроса защо Майтнер не получава наградата. Едно от тях е еврейският ѝ произход, а друго, че един от членовете на комитета е бил Зигбан, който е имал отрицателно отношение към нея. През 1949 г. получава наградата „Макс Планк“ и става шведски гражданин, а през 1966 г. ѝ е присъдена наградата „Енрико Ферми“.
През 1960 г. Лиза Майтнер се мести в Кеймбридж, Англия, където умира през 1968 г. само няколко дни преди да навърши 90 години. Надгробната плоча слага нейният племенник Ото Фриш, на нея пише: „Лиза Майтнер, физик, който никога не загуби своята хуманност“.
Елемент 109 майтнерий в таблицата на Менделеев е наречен на нейно име. На нейно име е учредена и научноизследователска стипендия за разработки в областта на атомната физика.

## Най-важни публикации
Лиза Майтнер публикува общо 169 статии, като най-важните са:
- 1906: Wärmeleitung in inhomogenen Körpern
- 1907: Über die Absorption von α- und β-Strahlen
- 1918: Die Muttersubstanz des Actiniums, ein neues radioaktives Element von langer Lebensdauer
- 1919: Über das Protactinium und die Frage nach der Möglichkeit seiner Herstellung als chemisches Element
- 1922: Über der Entstehung der Betastrahl-Spektren radioaktiver Substanzen
- 1924: Über den Aufbau des Atominneren
- 1927: Der Zusammenhang von α- und β-Strahlen
- 1935: Der Aufbau der Atomkerne
- 1939: Disintegration of uranium by neutrons: a new type of nuclear reaction
- 1954: Atomenergie und Frieden
- 1960: The Status of Women in the Professions
- 1963: Wege und Irrwege der Kernenergie